# Poiroux
Poiroux – miejscowość i gmina we Francji, w regionie Kraj Loary, w departamencie Wandea.
Według danych na rok 1990 gminę zamieszkiwało 585 osób, a gęstość zaludnienia wynosiła 23 osoby/km² (wśród 1504 gmin Kraju Loary Poiroux plasuje się na 796. miejscu pod względem liczby ludności, natomiast pod względem powierzchni na miejscu 389.).